# Slöjdgatan, Stockholm

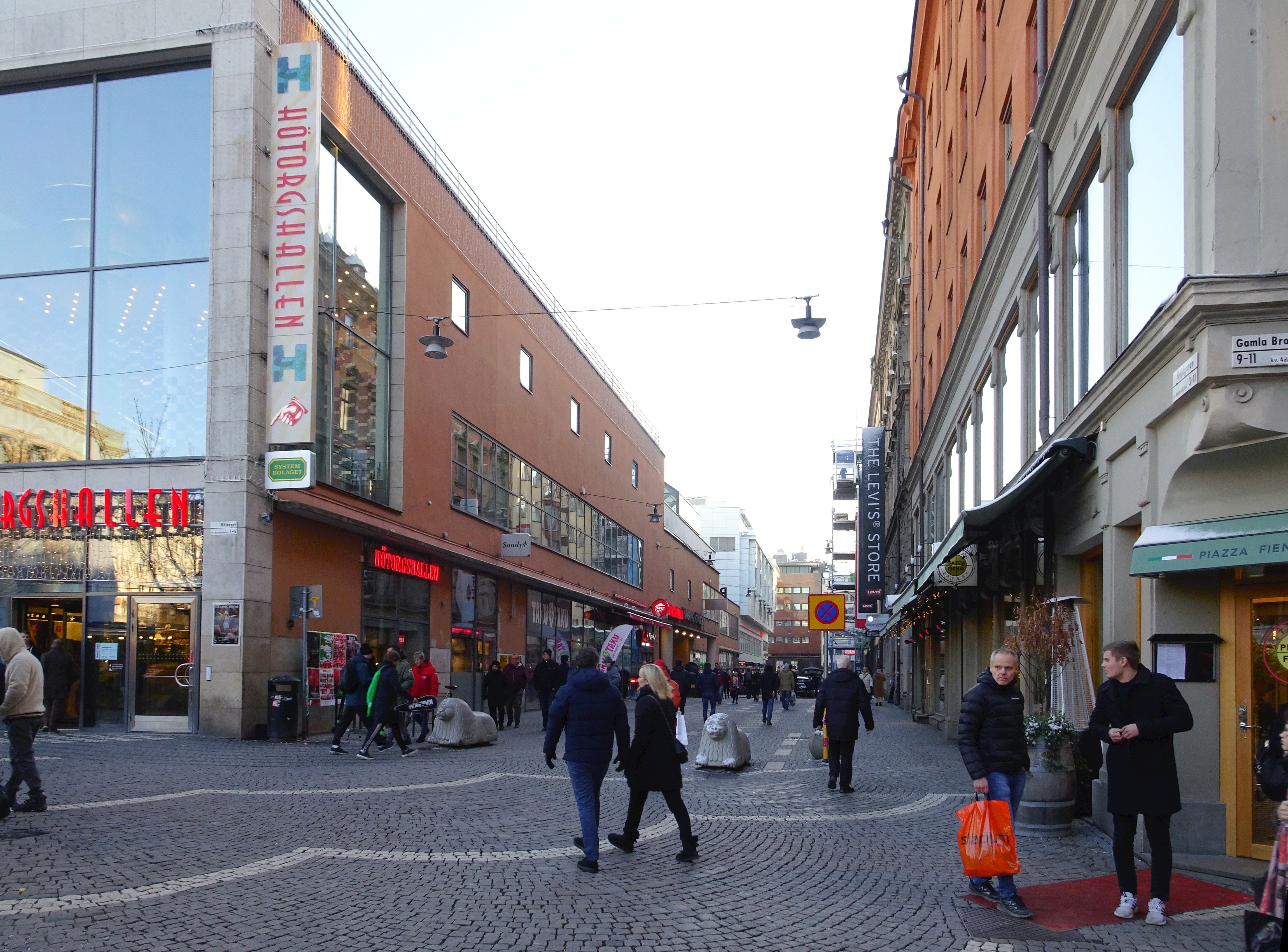
Slöjdgatan söderut från Hötorget, 2019.

Slöjdgatan är en gata på Norrmalm i Stockholms innerstad. Gatan sträcker sig öster om kvarteret Beridarebanan från Mäster Samuelsgatan i söder till Hötorget i norr.

## Historik
Innan Slöjdgatan fick sitt nuvarande namn i samband med Stockholms gatunamnsreform 1885 hette den bland annat Västra Beridarebansgatan, uppkallad efter Beridarebanan som fanns där på 1600-talet. Samtidigt existerade även en Östra Beridarebansgatan (dagens Sergelgatan) och en Beridarebansgatan  (dagens Benny Fredrikssons torg). Namnberedningen ansåg att gatorna kunde blandas ihop och menade bland annat ”att betydliga olägenheter vållas deraf […] kan icke bestridas…”.
Bakgrunden till namnvalet "Slöjdgatan" var troligen Slöjdskolan (Svenska Slöjdföreningens söndags- och aftonskola), sedermera Tekniska skolan som låg på platsen för Beridarebanan. I samma kvarter låg även föregångaren till Nya Elementarskolan och Sergelhuset, konstnären Johan Tobias Sergels tidigare ateljé. Alltsammans revs 1955–1966 i samband med Norrmalmsregleringen. 

Historiska bilder
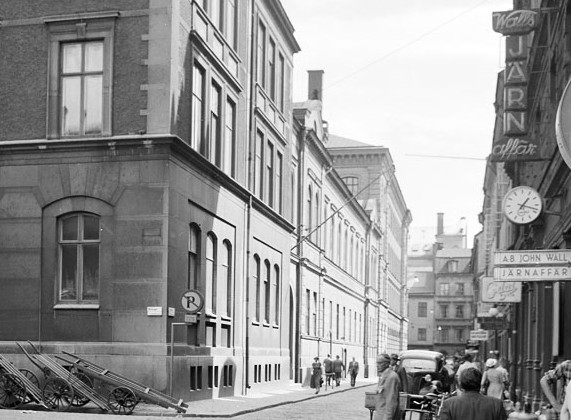
Slöjdgatan söderut,1954 (Nya Elementarskolan t.v.).
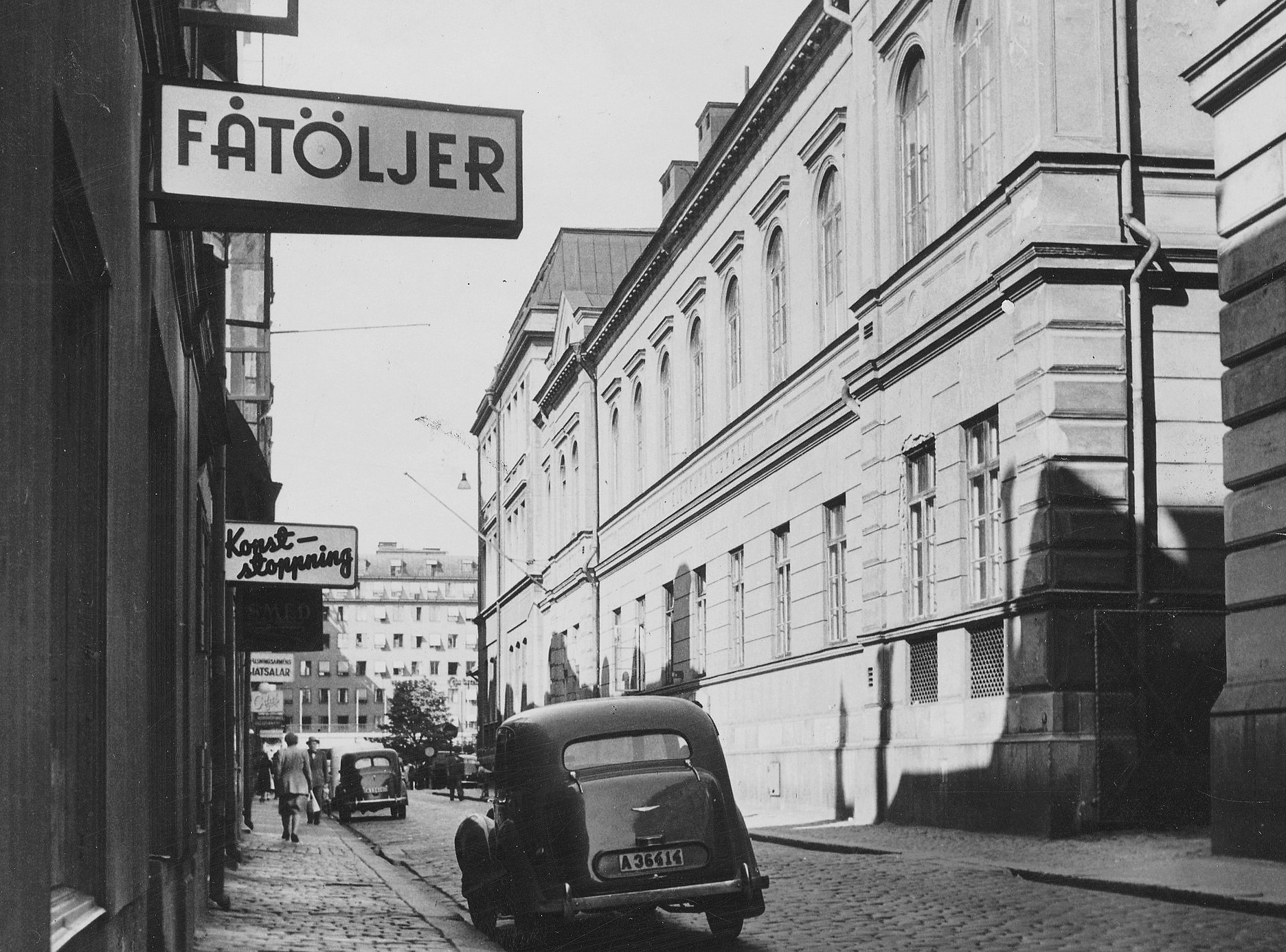
Slöjdgatan norrut, 1950 (Nya Elementarskolan t.h.).
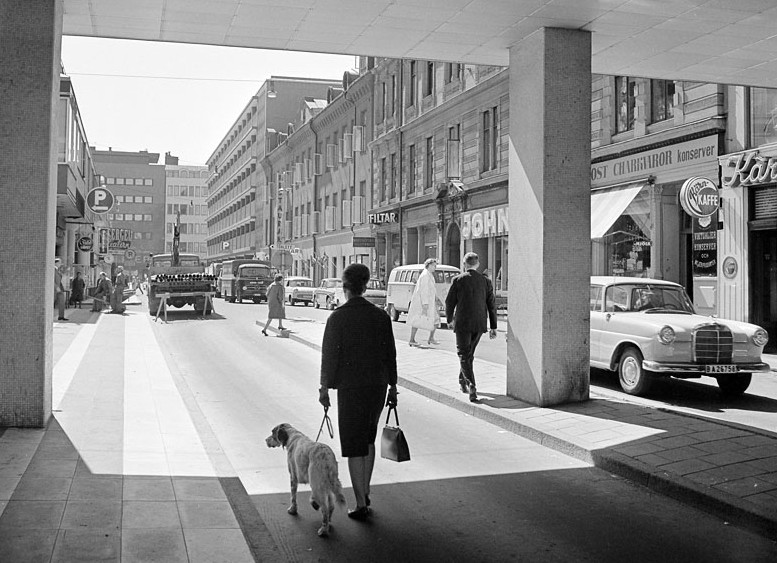
Slöjdgatan söderut 1964 (Överbyggnaden är riven).
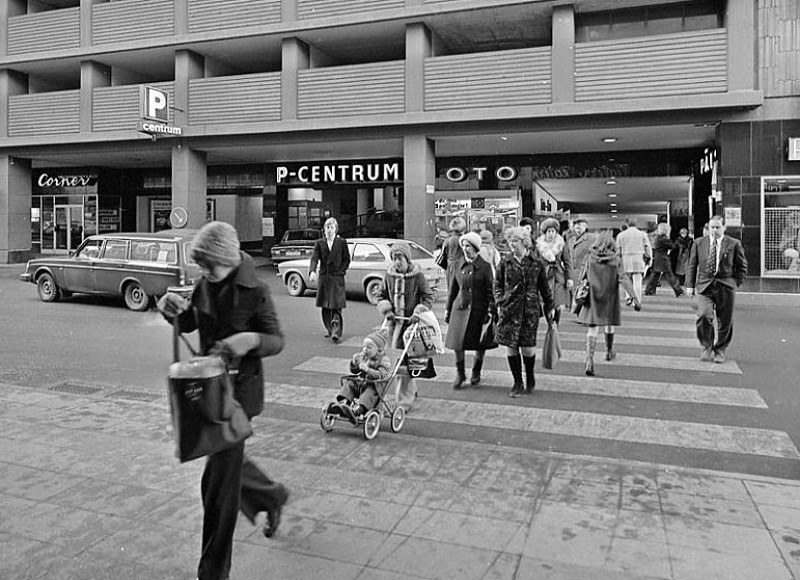
Slöjdgatan 1976 (P-Centrum i fonden).

## Gatan i förändring

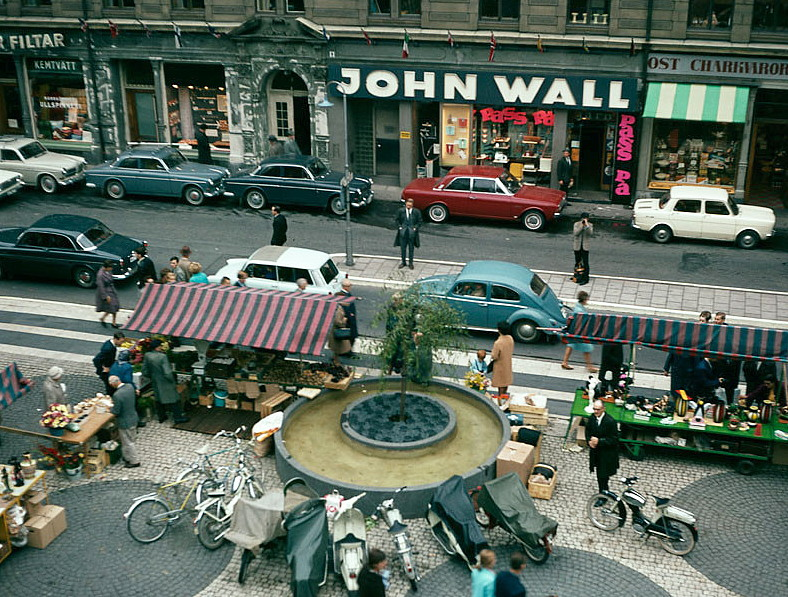
John Wall och "Lilla Hötorget", 1965.

Ursprungligen gick Slöjdgatan förbi Hötorget och ända upp till Kungsgatan. Hörnhuset där hade nr 15, sedermera platsen för varuhuset PUB och sedan 2016 hotell Haymarket by Scandic. Nuvarande sträckning (cirka 160 meter) fick Slöjdgatan när Hötorgscity anlades på 1950- och 1960-talen. I kvarteret Beridarebanan uppfördes i norra delen Hötorgscitys lågbebyggelse med Hötorgshallen och Sergelteatern, arkitekt David Helldén (dagens Filmstaden Sergel). Från Slöjdgatan fanns en entré till Sergelteatern. I kvarterets södra del byggdes ett kontors- och affärshus, arkitekt Boijsen & Efvergren (2007 påbyggt med tre våningar). Båda byggnader är blåmärkta av Stadsmuseet i Stockholm, vilket innebär att bebyggelsen bedöms ha ”synnerligen höga kulturhistoriska värden”.
I kvarteret Adam och Eva, beläget vid Slöjdgatans västra sida, bevarades i norra delen den äldre bebyggelsen från 1800-talets senare del. Slöjdgatan 11 i hörnet med Gamla Brogatan byggdes 1865, arkitekt Carl Nestor Söderberg och nummer 7 uppfördes 1874 efter ritningar av arkitekt Oskar Erikson. Byggherre var konditorn och krögaren Wilhelm Davidson, grundare av restaurangen Hasselbacken. Däremellan ligger Slöjdgatan 9 där järnhandlaren John Wall hade sin affär alltsedan 1890 då huset var nybyggt.
John Wall-huset ritades av arkitekt Anders Gustaf Forsberg och uppfördes 1889–1891. Byggnaden sträcker sig genom hela kvarteret och John Walls affär nåddes även från Drottninggatan 68. John Wall låg kvar till 1990, då en brand ödelade huset och affären, men de historiskt värdefulla fasaderna kunde räddas. Därefter byggdes huset om till köpgallerian "Adam och Eva". Fastigheten är grönmärkt enligt Stadsmuseets klassificeringssystem, vilket innebär att den bedöms vara "särskilt värdefull från historisk, kulturhistorisk, miljömässig eller konstnärlig synpunkt". Mitt emot John Wall hade Slöjdgatan en mindre utvidgning som kallades "Lilla Hötorget". Här fanns en brunn och plats för några torgstånd. Lilla Hötorget försvann när Filmstaden Sergel byggdes.
I södra delen av Adam och Eva uppfördes P-Centrum med passage till Drottninggatan. P-Centrum sträckte sig genom kvarteret fram till Drottninggatan. Det stod färdig 1962 och var då Sveriges första parkeringshus för korttidsparkering. P-Centrum ritades av arkitekten Wilhelm Boijsen och ingenjören Rolf Lerfors och var ett av 20, dock aldrig fullbordade, parkeringshus som skulle byggas i Stockholm enligt cityplanen City 67 (se även P-huset Parkaden). P-Centrum revs 1998 och ersattes av kontor och butiker, arkitekt FFNS.

Nutida bilder
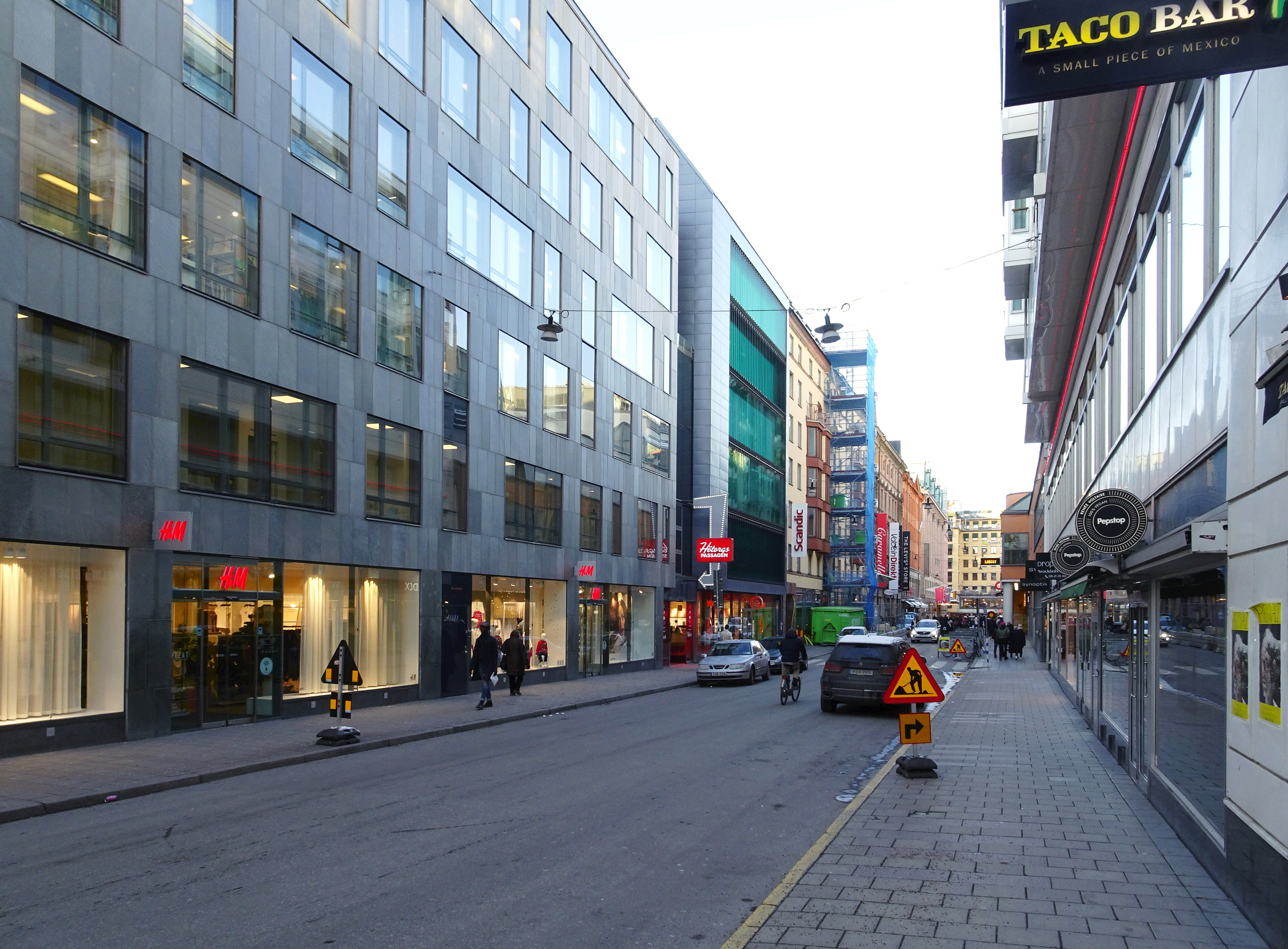
Slöjdgatan mot norr.
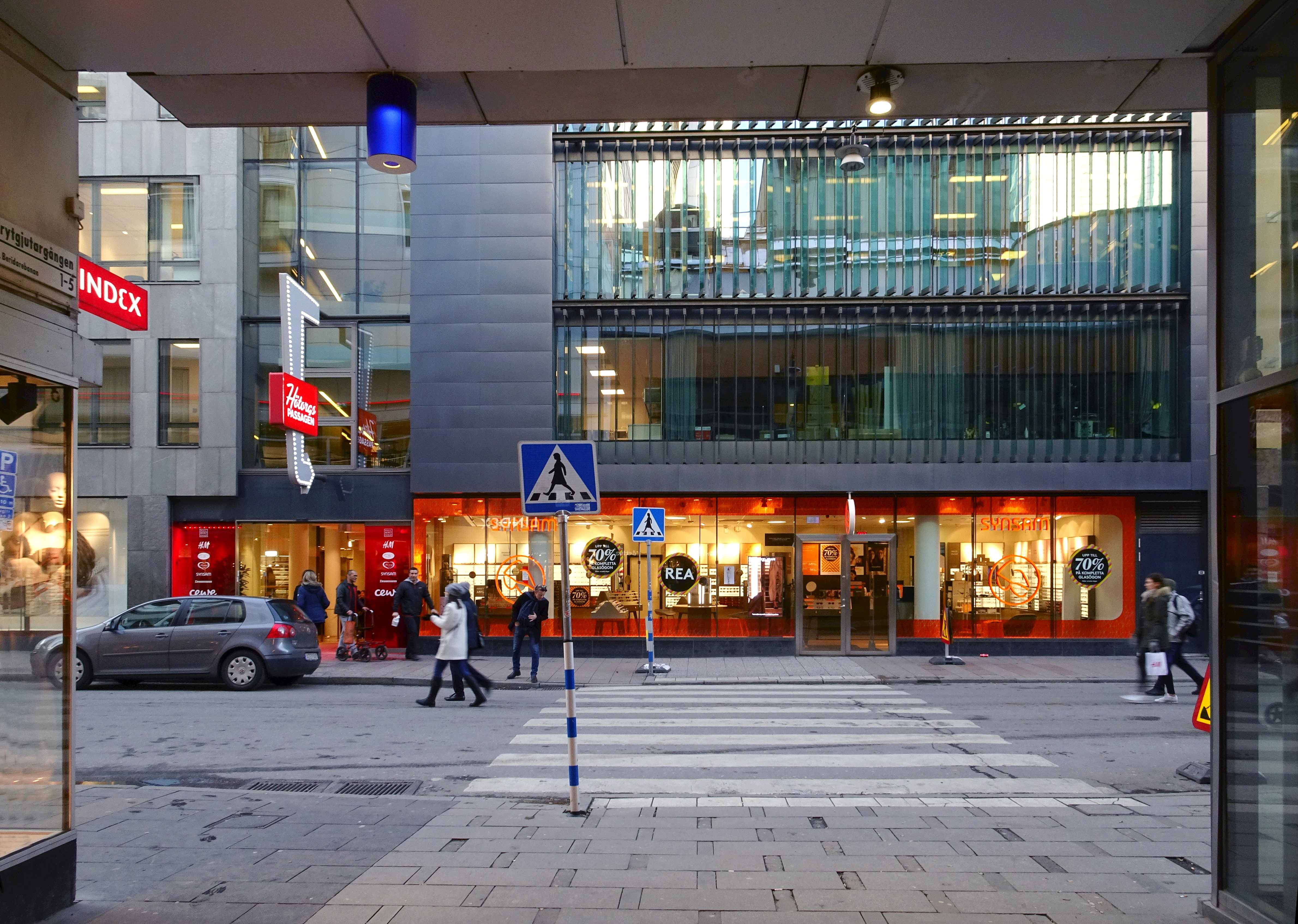
Slöjdgatan sedd från Grytgjutargången.
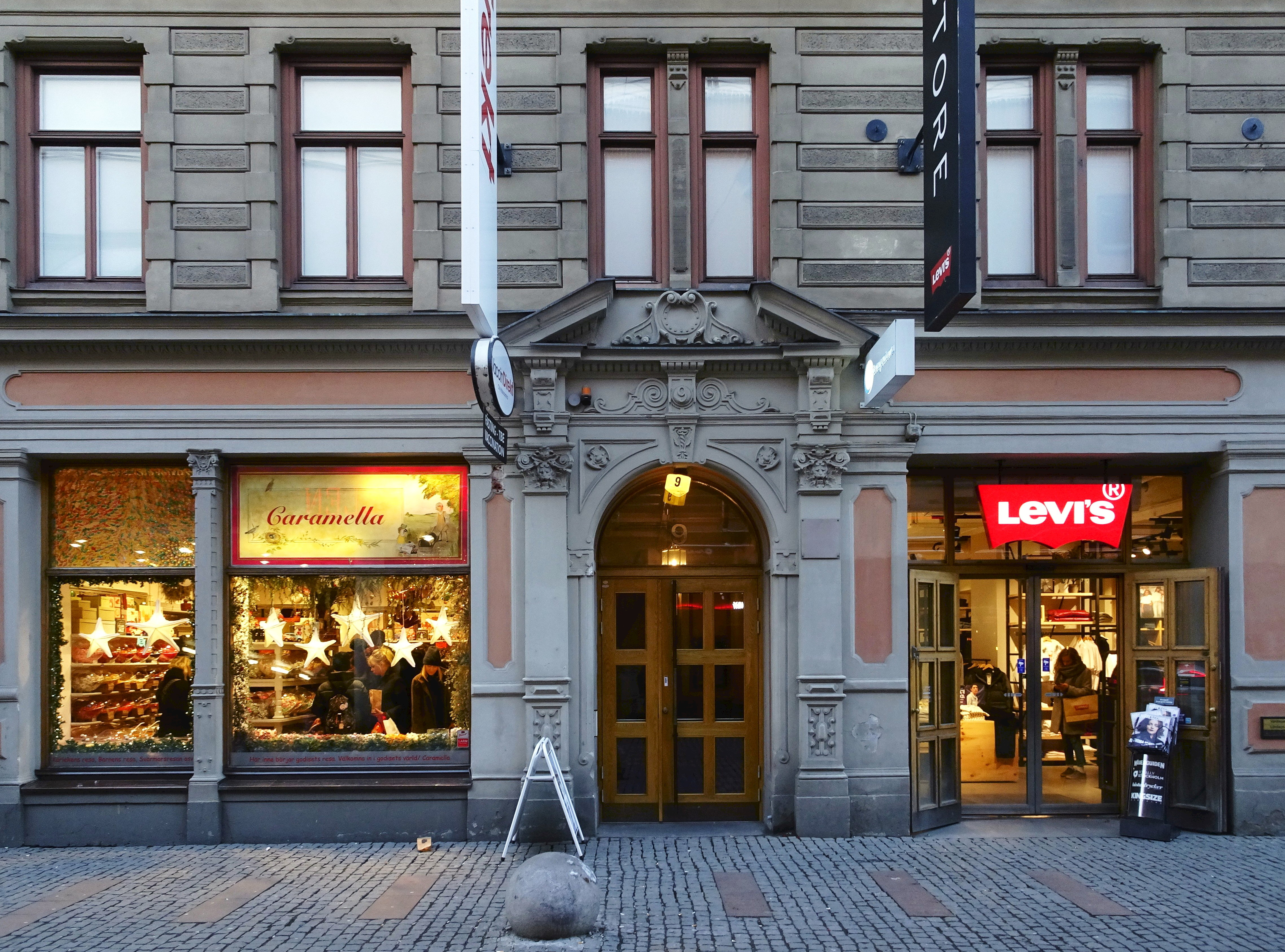
Slöjdgatan nr 9, byggd 1889, arkitekt Anders Gustaf Forsberg.
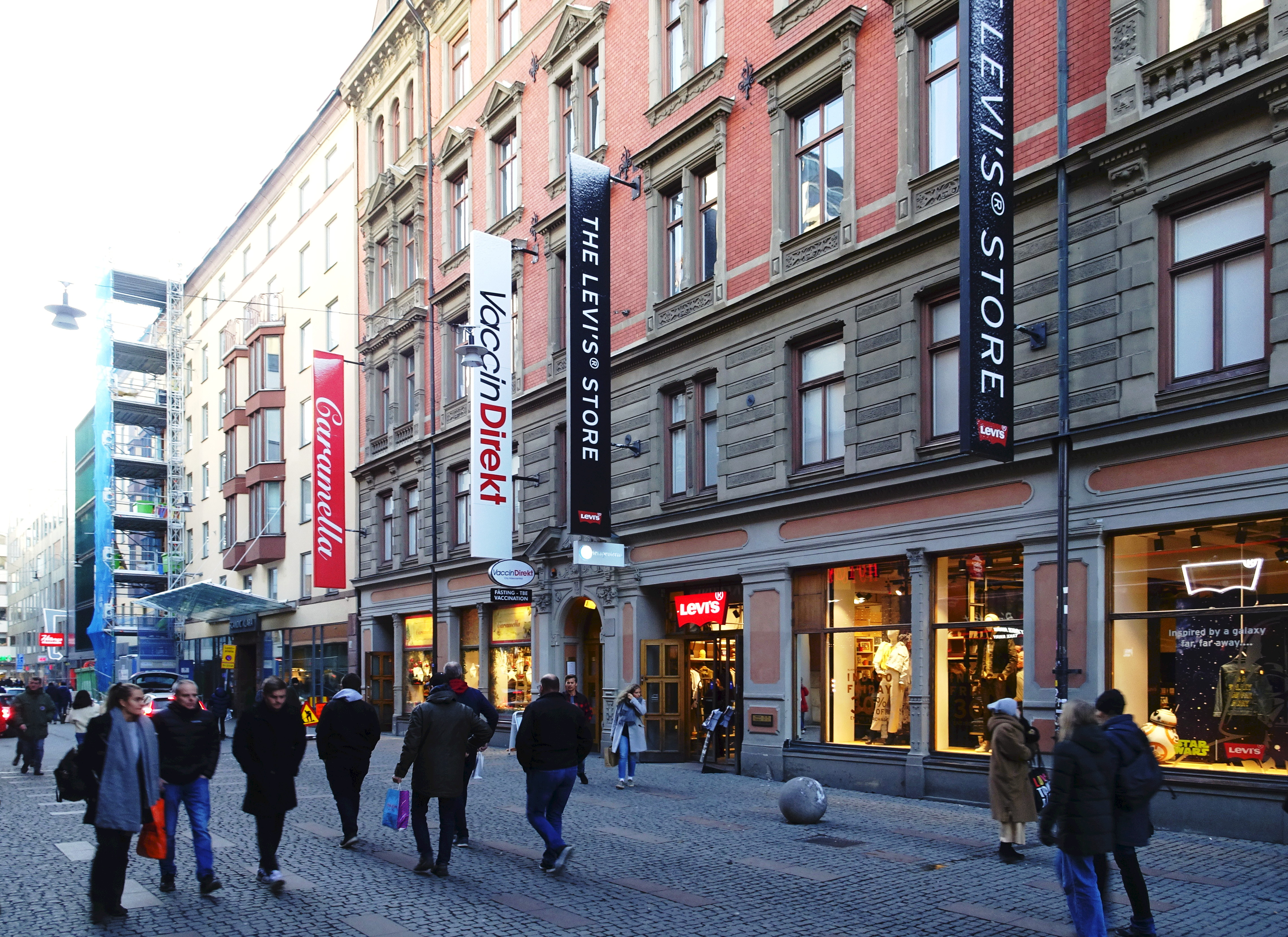
Slöjdgatan, söderut med nr 9 till höger.